# بوبي إي. رايت
بوبي إي. رايت (بالإنجليزية: Bobby E. Wright)‏ هو عالم نفس أمريكي، ولد في 1 مارس 1934 في هوبسون سيتي في الولايات المتحدة، وتوفي في 6 أبريل 1982 في شيكاغو في الولايات المتحدة.